# Tomáš Frejka
Tomáš Frejka (geboren als Thomas Freund am 21. November 1932 in Chomutov; gestorben am 17. April 2022 in Sanibel, USA) war ein tschechoslowakischer Bevölkerungswissenschaftler.

## Leben
Thomas Freund war ein Sohn des tschechoslowakischen Ökonomen und kommunistischen Aktivisten Ludwig Freund und der Helena Sachs. Seine Eltern flohen 1939 bei der deutschen Besetzung der Tschechoslowakei nach England. Freund besuchte in den nächsten Jahren dort eine Boarding School. Die Ehe der Eltern wurde geschieden. Sein Vater kehrte 1945 zurück und nannte sich fortan Ludvík Frejka, auch der Sohn erhielt diesen Familiennamen. Sein Vater heiratete 1946 in zweiter Ehe die aus Deutschland stammende Schauspielerin Elisabeth Warnholtz, die nunmehr Alžběta Frejková hieß, deren 1945 geborene Tochter Hana Frejková wurde Schauspielerin. 
Tomáš Frejka musste 1952 erleben, wie sein Vater im Slánský-Prozess zum Tode verurteilt wurde. In einem politischen Schauprozess kam es generell nicht nur zu absurden Beschuldigungen und dazu erzwungenen Geständnissen der Anklagten, sondern es wurden auch Zeugen zu absurden Aussagen gezwungen oder sie ließen sich, in der Hoffnung damit eine Strafmilderung zu bewirken, dazu verführen. Laut einem 1957 im deutschen Magazin Der Spiegel erschienenen Feature über stalinistische Schauprozesse wurde vor dem Gericht in Prag ein Brief verlesen, in dem Tomáš Frejka sich von seinem Vater distanziert und für ihn die Todesstrafe fordert.
Tomáš Frejka studierte und konzentrierte sich danach auf die Demografie, die allerdings in den sozialistischen Ländern keinen hohen Stellenwert genoss, er wurde Staatsbeamter in Prag. Nach der Niederschlagung des Prager Frühlings 1968 emigrierte er mit seiner Frau nach Chile und arbeitete dort unter anderem für die UNO. Die nächsten Jahre arbeitete er in New York und war von 1983 bis 1990 in Mexiko-Stadt Senior Representative des „Population Council for Latin America and Caribbean“. Er war außerdem von 1969 bis 1991 Senior Associate des in New York residierenden Population Council.
In den 1990er Jahren arbeitete er als Bevölkerungswissenschaftler für die Wirtschaftskommission für Europa (UNECE) in Genf und übernahm die Herausgabe des International Migration Bulletins. Seit 1967 war er Mitglied der International Union for the Scientific Study of Population (IUSSP). 
Frejka zog später nach Sanibel Island in Florida und übte dort noch eine Gastprofessur an der University of Miami aus.

## Schriften (Auswahl)
- Vývoj odvetové struktury společenské pracovní síly. 1966
- The future of population growth: Alternative paths to equilibrium. New York : John Wiley, 1973
- Análisis de la situación educacional en América Latina. Santiago de Chile : Centro Latinoamericano de Demografía, 1974
- (Hrsg.): In-depth studies on migration in Central and Eastern Europe : the case of Poland. United Nations Economic Commission for Europe ; United Nations Population Fund. Genf : United Nations, 1998
- (Hrsg.): In-depth studies on migration in Central and Eastern Europe : the case of Ukraine. United Nations Economic Commission for Europe ; United Nations Population Fund. Genf : United Nations, 1999
- Tomas Frejka; Jean-Paul Sardon: Childbearing Trends and Prospects in Low-Fertility Countries: A Cohort Analysis. Dordrecht : Kluwer Academic, 2004